# Greatest Hits (Neil Young)
Greatest Hits är ett samlingsalbum av Neil Young, utgivet i november 2004. Det är hans tredje samlingsalbum totalt, efter Decade (1977) och Lucky Thirteen (1993), och innehåller låtar från hans karriär från 1969 till 1992, digitalt remastrade med HDCD-teknik. Albumet gavs även ut i en specialutgåva med en bonus-DVD, som innehöll videor till låtarna "Rockin' in the Free World" och "Harvest Moon".
Albumet nådde som bäst 27:e plats på Billboards albumlista.

## Låtlista
Samtliga låtar skrivna av Neil Young.
1. "Down by the River" - 9:02
2. "Cowgirl in the Sand" - 10:04
3. "Cinnamon Girl" - 3:02
4. "Helpless" - 3:35
5. "After the Gold Rush" - 3:48
6. "Only Love Can Break Your Heart" - 3:11
7. "Southern Man" - 5:32
8. "Ohio" - 3:02
9. "The Needle and the Damage Done" - 2:08
10. "Old Man" - 3:25
11. "Heart of Gold" - 3:09
12. "Like a Hurricane" - 8:20
13. "Comes a Time" - 3:09
14. "Hey Hey, My My (Into the Black)" - 5:17
15. "Rockin' in the Free World" - 4:44
16. "Harvest Moon" - 5:03